# Vstavač nachový
Vstavač nachový (Orchis purpurea) je vytrvalá bylina z rozsáhlého rodu vstavač (Orchis), která patří k ohroženým druhům české přírody.

## Popis

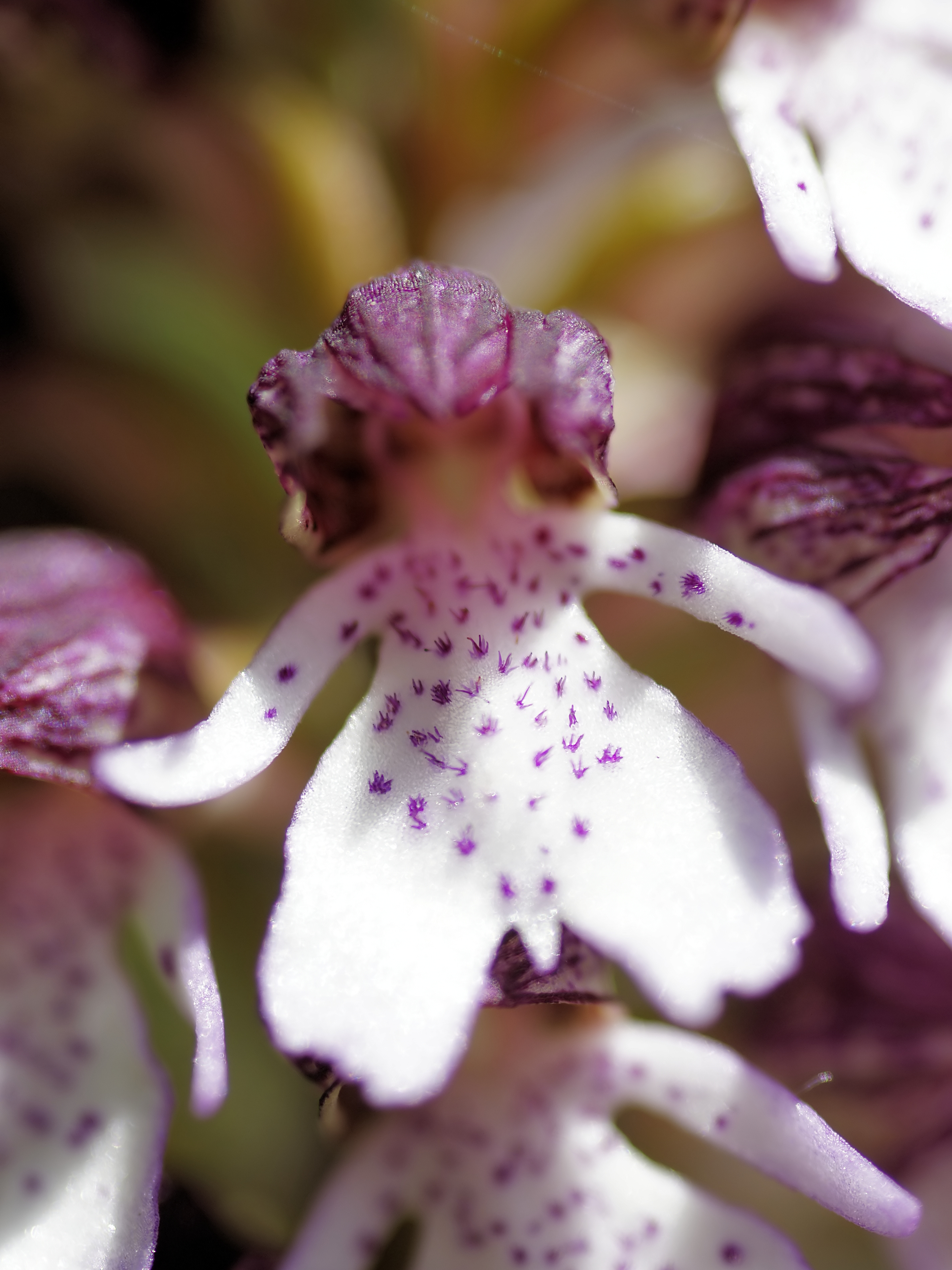
Detail květu vstavače nachového

Vstavač nachový je vzpřímeného růstu a je to 30 - 70 cm vysoká bylina (výjimečně může dorůst až 90 cm do výšky). V zemi má dvě kulovité až vejčité hlízky, lodyha je silná a ve své spodní části může mít až 12 mm v průměru. Listy jsou seskupeny ve spodní části lodyhy a výše je lodyha více nebo méně bez listů a nafialovělé barvy. Listy jsou obvejčité podlouhlé, na líci matně lesklé, na rubu trochu světlejší. Květenství je 6 - 15 cm dlouhé, je bohaté na květy, zpočátku má kuželovitý a později válcovitý tvar. Listeny jsou malé až šupinovité, fialové. Při vadnutí a za sucha silně voní po kumarinu.

## Stanoviště, rozšíření
Vstavače nachové rostou od nížin po pahorkatiny ve světlých listnatých lesích nebo na okrajích lesů či na mýtinách. Preferuje bazické, humózní a sušší půdy (často roste i na vápenci). Tento druh roste především ve střední Evropě, ale roste v západní (Velká Británie, Francie, Dánsko) Evropě po evropskou část Ruska, ale i na Balkáně, na Kavkaze a v Turecku. V rámci České republiky roste na lokalitách ve středních, východních a severních Čechách, hojnější je na jižní až jihovýchodní Moravě.

## Křížení
Výskyt vstavače nachového se často kryje s lokalitami vstavače vojenského (Orchis militaris), se kterým se kříží. Vzniká tak celá řada kříženců a přechodných typů s plynulým přechodem mezi oběma druhy.